# Megachile cochisiana
Megachile cochisiana är en biart som beskrevs av Mitchell 1934. Megachile cochisiana ingår i släktet tapetserarbin, och familjen buksamlarbin. Inga underarter finns listade i Catalogue of Life.